# 大阪國際女子馬拉松
大阪國際女子馬拉松（日語：大阪国際女子マラソン）每年於日本大阪府大阪市舉行一次。大阪國際女子馬拉松於1982年開辦，最佳紀錄為日本選手前田穂南於2024年所創下的2時18分59秒。

## 連結
- Official website （页面存档备份，存于） （日語）
- Marathon info （页面存档备份，存于）